# John Gummoe
John Gummoe född John Claude Gummoe 2 augusti 1938 i Cleveland, Ohio, är en amerikansk kompositör, sångtextförfattare och sångare. Han är medlem i gruppen The Cascades.